# Laurent Fourcaut
Laurent Fourcaut, né en 1950 à Alger, est un poète et universitaire français.
Agrégé de lettres classiques, il est professeur émérite de Sorbonne Université.

## Biographie
Spécialiste de l’œuvre de Jean Giono, Laurent Fourcaut a dirigé la série Jean Giono de la Revue des lettres modernes de 1990 à 2020. Il a collaboré au volume Journal, poèmes et essais de Jean Giono, sous la direction de Pierre Citron, dans la Bibliothèque de la Pléiade.
Ses travaux de recherche portent également sur la poésie française moderne et la plus contemporaine, à laquelle il consacre de nombreux articles et plusieurs livres. Il a été rédacteur en chef de la revue internationale de poésie contemporaine de Sorbonne Université, Place de la Sorbonne, de 1991 à 2023. Il travaille également sur l’œuvre de Georges Simenon. Il est l'auteur d'essais sur les oeuvres d'Apollinaire, de Claude Nougaro, de Dominique Fourcade et de Christian Prigent Il a publié au total plus d'une centaine d’articles de recherche. Il est officier des Palmes académiques. Poète, il affectionne l'écriture du sonnet, et a publié une dizaine de livres.

## Publications

### Poésie
- « encore (play it again) » (avant-dernière section du livre inédit La Femme est son propre avenir (et le nôtre donc) mais elle ne le sait pas), in Triages Anthologie 2004, « Voix unes & premières », Saint-Benoît-du-Sault, Tarabuste Éditions, coll. « Triages », 2004, p. 74–91[3].
- Sonnets pour rien, Saint-Benoît-du-Sault, Tarabuste Éditions, coll. « DOUTE B.A.T », 2006[4].
- En attendant la fin du moi, sonnets, Paris, Éditions Bérénice, coll. « Élan », 2010[5].
- Par-dessus tête (sonnets renversés), in Triages Anthologie Vol. II 2015, « Voix unes & premières », Saint-Benoît-du-Sault, Tarabuste Éditions, coll. « Triages », 2015, p. 40–60[6].
- Arrière-saison, poésies, Genève, Éditions Le Miel de l’Ours, coll. « Les Cahiers poétiques », 2016.
- Du vent, poème cinématographique, Vénissieux, Éditions La Passe du Vent, 2017[7].
- Or le réel est là…, sonnets élisabéthains, postface de l’auteur avec William Cliff, « Dans les règles », à paraître en 2017 au Temps des Cerises éditeur, coll. « Le Merle moqueur ».
- Joyeuses Parques, sonnets, Tarabuste, 2017.
- Dedans Dehors, Tarabuste, 2021.
- n’étaient messieurs les bêtes, sonnets désobligeants, Le Merle moqueur, 2023.
- Un morceau de ciel, concentrés de sonnet, Tarabuste, 2024.
- Sacrée marchandise, hein ?, dizains, Le Merle moqueur, 2025.

### Essais
- Dialectique de la fleur. Angélique, matrice de l'œuvre gionienne, Lettres modernes (Minard), « Archives des Lettres Modernes », no 241, 1990, 118 p.
- Résumés et commentaires de Colline de Jean Giono, Nathan, « Balises », 1992, 128 p. [épuisé].
- Le Commentaire composé, Nathan Université, « 128 », 1992, 128 p. Troisième édition, revue et mise à jour, A. Colin, « 128 », 2010[8].
- « Le Chant du monde » de Jean Giono, Gallimard, « Foliothèque », 1996, 228 p.[9]
- Lectures de la poésie française moderne et contemporaine, Nathan, « 128 », 1997, 128 p. Réimpression A. Colin, 2005[10].
- Lecture accompagnée de « La Vérité sur Bébé Donge » de Georges Simenon, Gallimard, « La Bibliothèque Gallimard », 1999, 299 p.[11]
- “Alcools” d’Apollinaire, Bordas, « L’Œuvre au clair » no 28, 2005, 136 p., avec un encart iconographique (pp. I à VIII) [épuisé].
- « Le Texte en perspective », dans Raymond Queneau, Zazie dans le métro, Texte intégral et dossier, Paris, Gallimard, « Folioplus classiques », 2006, p. 207–286[12].
- Claude Nougaro : la bête est l’ange. Imaginaire et poétique, L’Harmattan, « Espaces littéraires », 2007, 126 p. Édition numérique, novembre 2010[13]. 2e édition, revue, corrigée et augmentée, 2018, 170 p.
- « Alcools » de Guillaume Apollinaire. Je est plein d'autres, remembrement et polyphonie, Clamart, Éditions Calliopées, 2015, 144 p. [Nouvelle édition, entièrement revue, refondue, actualisée et augmentée, du livre “Alcools” d’Apollinaire (voir ci-dessus, 7)][14].
- L’Œuvre poétique de Dominique Fourcade. Un lyrisme lessivé à mort du réel, Paris, Classiques Garnier, « Études de littérature des XXe et XXIe siècles », 2018.
- Georges Simenon, la rédemption du faussaire. Les romans des années trente, Paris, Sorbonne Université Presses, « Sorbonne Essais », 2018.
- Simenon, pas de vie sans les livres, Gollion (Suisse), Éditions Infolio, « Presto », 2019.
- Christian Prigent, contre le réel, tout contre, Paris, Sorbonne essais, 2023.

### Direction d'ouvrages collectifs
- « Les Œuvres de transition (1938-1944) », Jean Giono 5, La Revue des lettres modernes, Lettres Modernes (Minard), 1991, 239 p.[15]
- « Giono et son apocalypse », Jean Giono 6, La Revue des lettres modernes, Lettres Modernes, 1995, 261 p.
- Le CAPES externe de Lettres modernes, Vuibert, 1998, 502 p., 4e ed, actualisée, 2005, 572 p.[16]
- « Naissance de l'Odyssée, enquête sur une fondation », Jean Giono 7, La Revue des lettres modernes, Paris-Caen, Lettres Modernes Minard, 2001, 226 p.
- « Que ma joie demeure- écrire-guérir ? », Jean Giono 8, La Revue des lettres modernes, Caen, Lettres Modernes Minard, 2006, 296 p.[17]
- 20 ateliers de slam poésie. De l’écriture poétique à la performance, en collaboration avec Catherine Duval et Pilote le Hot, Paris, Retz, « Pédagogie pratique », 2008, 224 p.[18]
- « Esther Tellermann », Nu(e), no 39, Nice, juin 2008, 298 p.
- « Les Vraies richesses. Giono dans la mêlée », Jean Giono 9, La Revue des lettres modernes, Caen, Lettres Modernes Minard, 2010, 201 p.[19]
- Place de la Sorbonne no 1, Revue internationale de poésie de Paris-Sorbonne, Paris, éditions du Relief, mars 2011, 221 p.[20]
- Place de la Sorbonne no 2, Revue internationale de poésie de Paris-Sorbonne, Paris, éditions du Relief, mars 2012, 270 p.
- Place de la Sorbonne no 3, Revue internationale de poésie de Paris-Sorbonne, Paris, éditions du Relief, avril 2013, 260 p.
- Place de la Sorbonne no 4, Revue internationale de poésie de Paris-Sorbonne, Paris, éditions du Relief, avril 2014, 190 p.[21]
- Place de la Sorbonne no 5, Revue internationale de poésie de Paris-Sorbonne, Paris, éditions du Relief, mars 2015, 235 p.
- Place de la Sorbonne no 6, Revue internationale de poésie de Paris-Sorbonne, Paris, PUPS, avril 2016, 314 p.
- Place de la Sorbonne no 7, Revue internationale de poésie de Paris-Sorbonne, Paris, PUPS, mai 2017, 420 p.
- « “Noé”, un livre monstre, la modernité même », Jean Giono 10, La Revue des Lettres Modernes, Lettres Modernes-Minard, Paris, Classiques Garnier, 2018, 248 p.
- Place de la Sorbonne no 8, Revue internationale de poésie de Paris-Sorbonne, Paris, PUPS, mai 2018, 336 p.
- Place de la Sorbonne no 9, Revue internationale de poésie de Sorbonne Université, Paris, SUP, mai 2019, 380 p.
- (En collaboration avec Laure Michel et Michel Murat), Dominique Fourcade : lyriques déclics, Actes du colloque international Dominique Fourcade, Paris-Sorbonne, 31 mai et 1er juin 2018, Paris, Éditions Hermann, 2020, 272 p.
- « “Jean le Bleu”, l’apprentissage de la création », Jean Giono 11, La Revue des Lettres Modernes, Lettres Modernes-Minard, Paris, Classiques Garnier, 2020, 190 p.
- Place de la Sorbonne no 10, Revue internationale de poésie de Sorbonne Université, Paris, SUP, juillet 2020, 390 p.
- Place de la Sorbonne no 11, Revue internationale de poésie de Sorbonne Université, Paris, SUP, février 2022, 452 p.
- Place de la Sorbonne no 12, Revue internationale de poésie de Sorbonne Université, Paris, SUP, juin 2023, 344 p.
- Place de la Sorbonne no 13, Revue internationale de poésie de Sorbonne Université, Paris, SUP, juin 2024, 372 p.